# IC 3584
IC 3584 је појединачна звијезда у сазвјежђу Дјевица која се налази на листи објеката дубоког неба у Индекс каталогу.
Деклинација објекта је + 12° 13' 58" а ректасцензија 12h 36m 45,0s.